# Notoryctes caurinus
La talpa marsupiale del nord  (Notoryctes caurinus Thomas, 1920) è un mammifero australiano della famiglia dei Notorittidi, a cui appartiene anche la talpa marsupiale del sud (Notoryctes typhlops). Le due specie (che a lungo erano state ritenute una sola) sono molto simili, sia nell'aspetto che nelle abitudini, che sono descritti alla voce Notoryctes

## Descrizione
La talpa marsupiale del nord differisce da quella del sud soprattutto per le dimensioni minori. Il peso è circa 34 g.

## Distribuzione e habitat

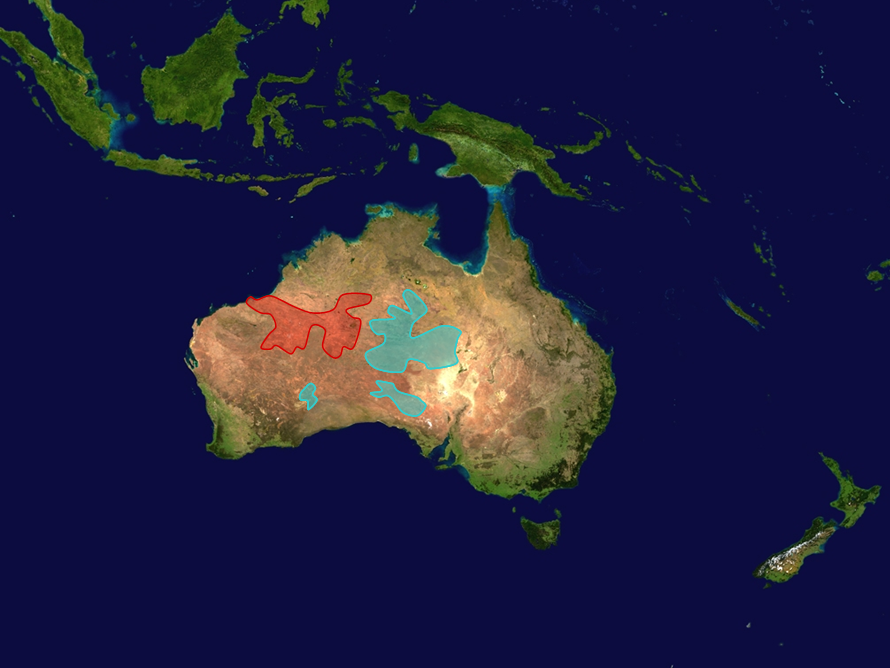
Areale di N. caurinus (in rosso)

Vive in zone sabbiose dell'Australia nord-occidentale.

## Status e conservazione
La Zoological Society of London, in base a criteri di unicità evolutiva e di esiguità della popolazione, considera Notoryctes caurinus una delle 100 specie di mammiferi a maggiore rischio di estinzione.